# 沙漏Ⅰ
《沙漏Ⅰ》，2007年1月1日由当代世界出版社出版发行的书籍。作者是中国著名作家饶雪漫。

## 内容简介
该书为饶雪漫“青春疼痛系列”之六。也为“沙漏”系列第一部。第一部主要讲述女孩莫醒醒和米砂的故事。

## 书籍主题
书籍主题是叙述了青春期男生女生成长、痛苦和欢乐以及他们之间的爱情故事。作者饶雪漫自己说：“这个长长的迷宫里，这里是最快活的一段，因为我在黑暗的行程里，好像感受到前方风的声音，所以跑得格外欢快和得意。就像一个锁匠给自己打造了一个完美的手铐，然后呼啦一下，自己打通了所有华丽的关口，获得自由。”

## 作者简介
饶雪漫，四川省自贡市人，1994年毕业于四川理工学院人文学院文学系，当代青春文学作家。

## 书中主角
- 莫醒醒，单亲家庭，儿时患有交替性暴食厌食症，母亲也因救助一个男孩而死，因此落下了抑郁症。
- 米砂，醒醒的好友，一个善良的女孩。

## 改编作品
- 《沙漏》，导演钟汉良，监制韩寒。[2][3]